# San Pedro del Pinatar
San Pedro del Pinatar je španělské přístavní město na jihovýchodním pobřeží Středozemního moře, v comarce Mar Menor, v provincii a autonomním společenství Murcijského regionu. Na sever od obce se nachází přírodní park Salinas y Arenales de San Pedro del Pinatar. Město má velký turistický a ekologický potenciál. 
Žije zde 26 287 obyvatel (K 1. lednu 2022).

## Administrativní členění
Město sestává ze 16 místních částí, z nichž nevětší je San Pedro del Pinatar, které má přes 10 tisíc obyvatel.
Sousedními obcemi jsou: San Javier (v regionu Murcia) a Pilar de la Horadada (v provincii Alicante). V okruhu necelých 55 km najdete tři města s více než sto tisíci obyvateli: Torrevieja, Cartagena a Murcia.

## Historie
Počátky souvislého osídlení sahají do 3. století před naším letopočtem, kdy území tehdejší římské provincie Hispánie dobyl kartaginský vojevůdce Hasdrubal a nedaleko odtud založil město Nové Kartágo (nynější Cartagena). 
V prvním století našeho letopočtu tam bylo založeno jedno z prvních biskupství na Iberském poloostrově. Roku 425 sídla zničili Vandalové, po nich je ovládli Vizigóti a v letech 711-1269 celý Iberský poloostrov ovládali Arabové. Po vítězství od 15. století připadlo město království Aragonie.
Strategická poloha obce na pobřeží a její přírodní bohatství vedly od 18. století k  rychlému růstu populace, nárůstu obchodní a hospodářské činnosti. Kromě tradičního zemědělství se rozvíjel rybolov a těžba soli ze solných dolů. Hladina moře bývá zbarvená do fialova od mořských řas a mikroorganismů.

## Doprava
- Městem prochází silnice N-332. Kromě toho je přístupné po silnicích AP-7, RM-F24, RM-F25 a RM-F33. V centru města je několik parkovišť a parkovací garáže.
- Autobusová doprava: šest regionálních linkových autobusů společnosti Movibus město spojuje s okolními městy Cartagena, San Javier, Los Alcázares, Santiago de la Ribera a s turistickými středisky. Linky MUR-004 Metropolitan Cartagena-Mar Menor provozuje společnost ALSA (TUCARSA).
- Lodní doprava v Mar Menoru slouží výhradně místní turistice (mělké moře nedovoluje přistávání větších lodí) a rybolovu. Půčují se zde plachetnice a vodní skútry.

## Památky a turistické atrakce
- Iglésia San Pedro apostolo - kostel sv. Petra apoštola - bazilika na půdorysu latinského kříže
- Iglésia de la Santisíma Trinidad - kostel Nejsv. Trojice - moderní stavba na kruhovém půdorysu
- Ezequiela - solný mlýn z 19. století
- Palác v novomúdejárském stylu si dal roku 1892 postavit don Julio Falcó d'Adda, baron de Benifayó, jako svou letní rezidenci. Historizující architekturu navrhl architekt Lorenzo Álvarez Capra roku 1878 a poprvé ji realizoval jako španělský pavilón na Světové výstavě ve Vídni roku 1873. Vídeňský originál v Prátru byl ovšem zbořen, takže tento palác je unikátním dokumentem. Posledními majiteli paláce byla hrabata z Villar de Felices, nyní objekt s parkem slouží jako Archeologické a etnografické muzeum, má rovněž přírodovědnou sbírku a v atriu nádrž s vodními živočichy.[2].
- Park Salinas y Arenales - severně od obce: uzavřená mořská laguna s bahnem; léčivé bahenní lázně, jedno z nejkvětších evropských center talasoterapie: bahno s koncentrovanou mořskou solí se užívá k léčbě chronických bolestí při artritidě nebo revmatu.

## Slavnosti
- Santa settimana (česky Svatý týden) - katolické velikonoční procesí
- svátek svatého Petra, patrona města  (30. červen)
- Svátek Panny Marie Sněžné 16. července je hlavní slavností města, k denní pouti s tržištěm se přidávají noční vyjížďky na lodích.[3]

### Fotogalerie

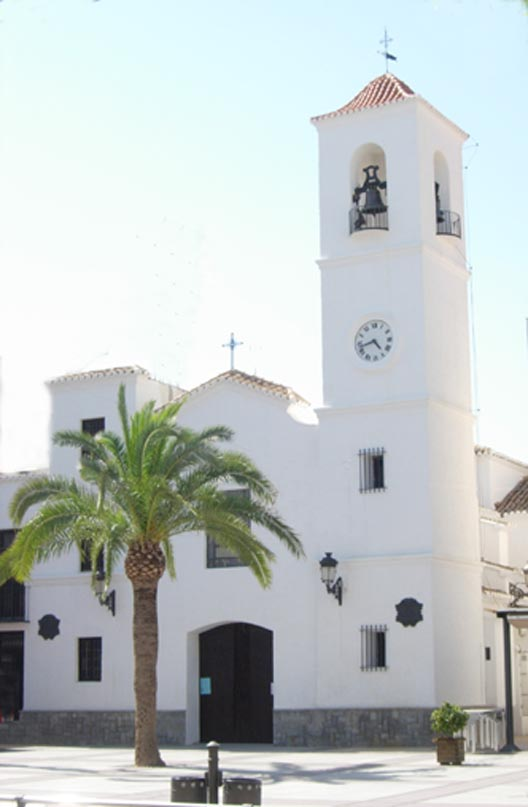
Bazilika sv. Petra
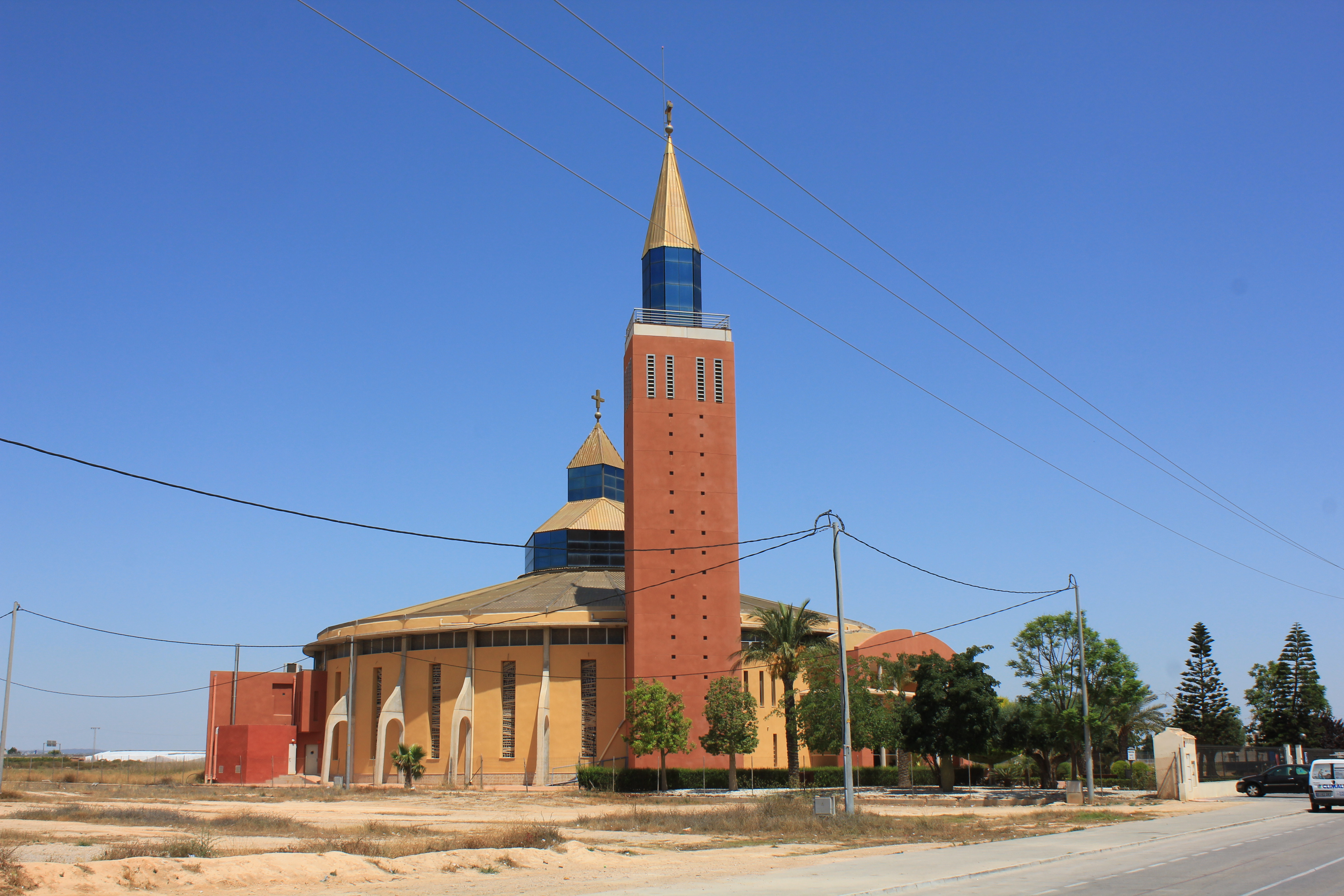
Kostel Nejsv. Trojice
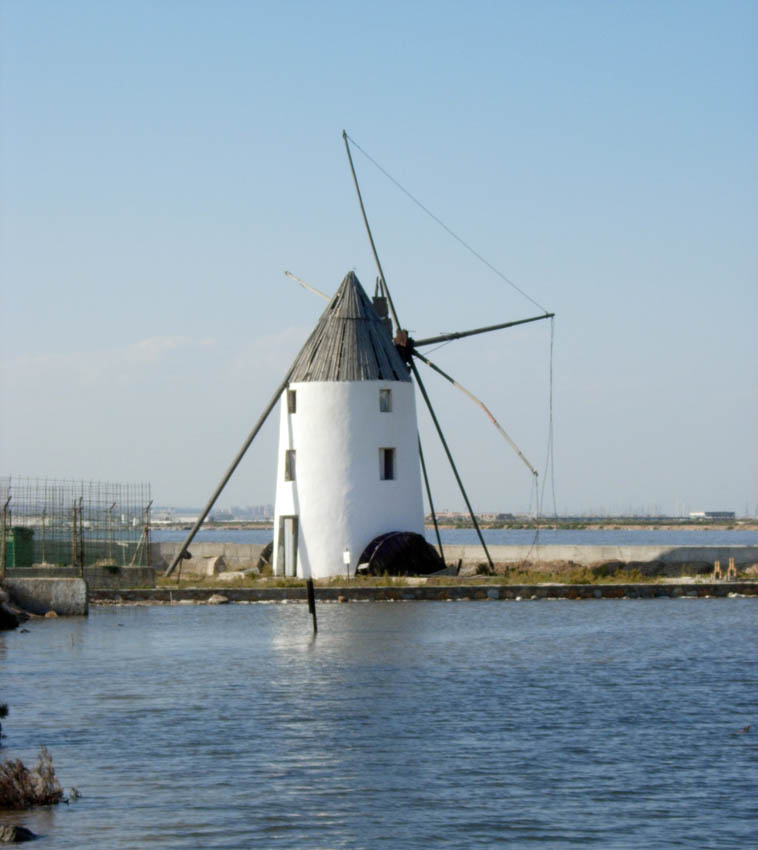
Solný mlýn
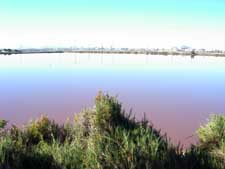
Moře zbarvené do fialova